# KBS안동방송국
KBS안동방송국(KBS安東放送局)은 경북 북부지역을 방송권역으로 하는 KBS대구방송총국 산하의 지역방송국이다. 1989년에 사옥을 준공하고 1999년에 사옥을 리모델링하였다

## 연혁

### 1960년대
- 1962년 5월 15일 : 대구방송국 안동중계소 개소(940kHz)
- 1969년 4월 14일 : 대구방송국 안동출장소 개소(시청료징수)

### 1970년대
- 1970.02.20: 학가산 TV중계소 개소
- 1970.11.08: 대구방송국 영주중계소 개소(590kHz)
- 1973.03.01: 한국방송공사 안동방송중계소 발족
- 1975.10.17: 대구방송국 영양중계소 개소(1230kHz)
- 1975.11.25: 안동송신소 개소(960kHz)
- 1975.12.22: 청송중계소 개소(1210kHz)
- 1975.12.31: 봉화 간이 TVR 개소
- 1976.04.09: 안동방송국 개국(안동송신소, 영주, 영양, 청송중계소)
- 1978.05.02: 봉화중계소 개소(1460kHz)

### 1980년대
- 1980.08.05: 일월산중계소 개소(제1TV ch12)
- 1984.12.31: 학가산송신소 음악FM(88.1MHz), 일월산 중계소 교육FM(107.7MHz)준공
- 1986.11.27: 1TV 안동로컬 방송 실시
- 1989.11.27: 신사옥 준공

### 1990년대
- 1994.06.20: 표준FM 로컬방송 개시(92.1MHz)
- 1995.06.30: 점촌(중) 자동화 완료
- 1995.12.22: 송출운용센터 준공 - 안동(송), 영주(중), 점촌(중), 영양(중), 청송(중), 봉화(중)
- 1998.12.23: 일월산중계소 자동화사업 완료
- 1999.12.19: 학가산송신소 자동화사업 완료
- 1999.12.23: 제1TV 자영 STL Link 신설(학가산->안동국)

### 2000년대
- 2000.02.21: 학가산 음악 FM 주 송신기 교체
- 2000.08.07: 학가산 음악 FM 송신 ANT 교체
- 2001.03.15: 학가산 제1TV NEC 송신기 전원부 개조
- 2001.11.07: 일월산중계소 교육 TV 예비 송신기 교체
- 2001.11.17: 팔공산송신소-학가산송신소 M/W 시스템 교체
- 2001.11.22: 봉화 제2, 교육TV, 강남 제1,2,교육TV, 청송 교육TV TVR Exciter 개조
- 2001.12.22: 석포 TVR 이설 및 병설
- 2001.12.27: 연주소 UPS 변압기 배전반 교체
- 2002.03.01: 석포 TVR 태백방송국으로 자산 이관
- 2003.09.25: 일월산(중) 표준FM 주파수변경 92.1MHz->90.5MHz
- 2003.10.01: 1Radio 표준FM STEREO 방송 제작 송출
- 2004.10.13: 학가산(송) 음악FM 예비 안테나 신설공사
- 2004.11.05: 일월산(중) 교육 TV 급전선 교체공사
- 2004.11.18: 학가산(송) 2TV 안테나 및 급전선 교체공사
- 2006.09.15: 디지털 방송 개국
- 2007.09.18: 강남 표준FMR 104.5MHz 방송 개시

### 2010년대
- 2010년 4월 15일 : 석포TVR 안동국으로 관할 이전
- 2010년 12월 8일 : 학가산(송) DMB방송 개시
- 2010년 12월 22일 : 강남, 봉화 1, 2, 교육DTVR 준공
- 2011년 7월 29일 : 일월산(중) DMB방송 개시
- 2012년 11월 6일 : 지상파 아날로그 TV 방송 종료(SD방송으로 전환)
- 2013년 7월 17일 : 경북 북부지역 지상파 디지털 TV방송 채널 재배치
- 2016년 10월 11일 : 영주 표준FMR 104.3MHz 방송 개시
- 2016년 10월 11일 : 청송 표준FMR 92.5MHz 방송 개시
- 2018년 4월 9일 : 로컬방송 및 SPOT 방송송출을 SD방송에서 HD방송으로 전환

## 조직
- 방송부 - Radio제작, TV제작, 아나운서, 보도(편집,취재),촬영기자,영상편집,C.G
- 기술부 - 제작기술, 송출기술, 중계기술, TV기술, Radio기술
- 총무부 - 총무, 재원, 수신서비스
- 송신,중계,사업소 - 일월산송신소, 학가산송신소, 강남송신소, 봉화중계소, 안동송신소, 영주중계소, 영양중계소, 봉화중계소, 청송중계소, 노동조합.

## 제작 프로그램

### 라디오 프로그램
뉴스
| 프로그램명                 | 방송시간            | 편성시간                | 진행   |
| -------------------------- | ------------------- | ----------------------- | ------ |
| KBS 제1라디오 9시 뉴스     | 월요일 ~ 금요일 5분 | 오전 9시 ~ 9시 5분      | 김민혜 |
| KBS 제1라디오 정오종합뉴스 | 월요일 ~ 금요일 5분 | 낮 12시 15분~ 12시 20분 | 이병찬 |
| KBS 제1라디오 5시 뉴스     | 월요일 ~ 금요일 5분 | 오후 5시 ~ 5시 5분      | 이병찬 |

프로그램
- 아침의 광장:월~금,오전8:30~58 28분간 진행: 김민혜 아나운서
- 즐거운 라디오 여기는 안동입니다:월~금,오후4:05~5:00 55분간 진행: 김민혜 아나운서, 김봉원, 조경준

## 방송 송출 시설망

### TV
- 1TV
  - 호출부호 : HLCR-DTV
  - 가상채널 : 9-1

| 송신소        | UHD      | UHD      | UHD    | HD       | HD       | HD    | 송신소 위치                       |
| 송신소        | 물리채널 | 물리채널 | 출력   | 물리채널 | 물리채널 | 출력  | 송신소 위치                       |
| 송신소        | 1TV      | 2TV      | 출력   | 1TV      | 2TV      | 출력  | 송신소 위치                       |
| ------------- | -------- | -------- | ------ | -------- | -------- | ----- | --------------------------------- |
| 학가산 송신소 | 준비중   | 준비중   | 준비중 | CH 32    | CH 34    | 1kW   | 경북 안동시 북후면 신전리 산69    |
| 일월산 중계소 | 준비중   | 준비중   | 준비중 | CH 28    | CH 48    | 1kw   | 경북 영양군 청기면 당리 산118     |
| 강남 중계소   | 준비중   | 준비중   | 준비중 | CH 30    | CH 38    | 20W   | 경상북도 안동시 정하동 258-1      |
| 임동 소출력   | 준비중   | 준비중   | 준비중 | CH 28    | CH 48    | 0.05W | 경북 안동시 임동면 대곡리 산96-1  |
| 길안 소출력   | 준비중   | 준비중   | 준비중 | CH 32    | CH 34    | 0.05W | 경북 안동시 길안면 금곡리 산85-2  |
| 입암 소출력   | 준비중   | 준비중   | 준비중 | CH 28    | CH 48    | 0.05W | 경북 영양군 입암면 산해리 산107-4 |
| 영양 중계소   | 준비중   | 준비중   | 준비중 | CH 20    | CH 26    | 5W    | 경북 영양군 영양읍 서부리 산37-4  |
| 봉화 중계소   | 준비중   | 준비중   | 준비중 | CH 20    | CH 29    | 20W   | 경북 봉화군 봉화읍 내성리 산665-1 |
| 춘양 중계소   | 준비중   | 준비중   | 준비중 | CH 26    | CH 43    | 5W    | 경북 봉화군 춘양면 의양리 산47-4  |
| 석포 중계소   | 준비중   | 준비중   | 준비중 | CH 20    | CH 21    | 5W    | 경북 봉화군 석포면 석포리 산1-2   |
| 진보 중계소   | 준비중   | 준비중   | 준비중 | CH 20    | CH 26    | 5W    | 경북 청송군 진보면 이촌리 산169-1 |
| 청송 중계소   | 준비중   | 준비중   | 준비중 | CH 23    | CH 38    | 20W   | 경북 청송군 청송읍 덕리 산30-1    |
| 물야 소출력   | 준비중   | 준비중   | 준비중 | CH 32    | CH 34    | 0.05W | 경북 봉화군 물야면 가평리         |
| 석보A 소출력  | 준비중   | 준비중   | 준비중 | CH 28    | CH 48    | 0.05W | 경북 영양군 석보면 신평리         |
| 석보B 소출력  | 준비중   | 준비중   | 준비중 | CH 28    | CH 48    | 0.05W | 경북 영양군 석보면 원리리         |
| 길안B 소출력  | 준비중   | 준비중   | 준비중 | CH 32    | CH 34    | 0.05W | 경북 안동시 길안면 만음리         |
| 산북 소출력   | 준비중   | 준비중   | 준비중 | CH 32    | CH 34    | 0.05W | 경북 문경시 산북면 대상리         |
| 은척 소출력   | 준비중   | 준비중   | 준비중 | CH 32    | CH 34    | 0.05W | 경북 상주시 은척면 봉상리         |
| 함창 소출력   | 준비중   | 준비중   | 준비중 | CH 32    | CH 34    | 0.05W | 경북 상주시 함창읍 덕통리         |
| 남원 소출력   | 준비중   | 준비중   | 준비중 | CH 32    | CH 34    | 0.05W | 경북 상주시 남장동                |
| 낙동 소출력   | 준비중   | 준비중   | 준비중 | CH 32    | CH 34    | 0.05W | 경북 상주시 낙동면 비룡리         |
| 금성 소출력   | 준비중   | 준비중   | 준비중 | CH 32    | CH 34    | 0.05W | 경북 의성군 금성면 운곡리         |

아날로그TV
- 1TV
  - 호출부호 : HLCR-TV

| 송신소        | 물리채널 | 물리채널 | 출력       | 송신소 위치                       |
| 송신소        | 1TV      | 2TV      | 출력       | 송신소 위치                       |
| ------------- | -------- | -------- | ---------- | --------------------------------- |
| 학가산 송신소 | CH 12    | CH 23    | 1kW / 10kW | 경북 안동시 북후면 신전리 산69    |
| 강남 중계소   | CH 31    | CH 27    | 100W       | 경북 안동시 정하동 258-1          |
| 일월산 중계소 | CH 11    | CH 53    | 1kW / 5kW  | 경북 영양군 청기면 당리 산118     |
| 봉화 중계소   | CH 27    | CH 31    | 100W       | 경북 봉화군 봉화읍 내성리 산57-2  |
| 춘양 중계소   | CH 27    | CH 33    | 10W        | 경북 봉화군 춘양면 의양리 산47-4  |
| 영양 중계소   | CH 27    | CH 37    | 10W        | 경북 영양군 영양읍 서부리 산37-4  |
| 청송 중계소   | CH 13    | CH 30    | 10W / 100W | 경북 청송군 청송읍 덕리 산36      |
| 진보 중계소   | CH 33    | CH 31    | 10W        | 경북 청송군 진보면 이촌리 산28-13 |

### 라디오
| 안동 송신소    | AM 963kHz   | 10kW | HLCR     | 경북 안동시 수상동 621-4       |      |
| 영주 중계소    | AM 594kHz   | 10kW | HLAG     | 경북 영주시 고현동 146-1       |      |
| 청송 중계소    | AM 1206kHz  | 1kW  | HLQR     | 경북 청송군 청송읍 금곡리 872  |      |
| 봉화 중계소    | AM 1458kHz  | 1kW  | HLSD     | 경북 봉화군 춘양면 의양리 195  |      |
| 영양 중계소    | AM 1233kHz  | 1kW  | HLQG     | 경북 영양군 영양읍 서부리 119  |      |
| 일월산 송신소  | FM 90.5MHz  | 1kW  | HLCR-SFM | 경북 영양군 청기면 당리 산118  |      |
| 강남 중계소    | FM 104.5MHz | 100W | -        | 경상북도 안동시 정하동 258-1   |      |
| 영주 중계소    | FM 104.3MHz | 100W |          | 경북 영주시 영주동             |      |
| 청송 중계소    | FM 92.5MHz  | 50W  | -        | 경북 청송군 청송읍 덕리 산30-1 |      |
| KBS대구 음악FM |             |      |          |                                |      |
| 송신소         | 주파수      | 출력 | 호출부호 | 송신소 위치                    | 비고 |
| 학가산 송신소  | FM 88.1MHz  | 3kW  | HLCR-FM  | 경북 안동시 북후면 신전리 산69 |      |

## 아나운서
- 2024년(프리랜서) 입사 : 김민혜
- 2024년(프리랜서) 입사 : 이병찬

## 전직 아나운서
- 백명지 현 대구방송총국 아나운서부장
- 권연오
- 김윤희
- 장익환
- 강영숙
- 김무동
- 문자경
- 김병찬(현 프리랜서)
- 류제일 (2002~2004, 현 TJB 기자)
- 박기홍 (1989~1994, 현 부산MBC 아나운서)
- 박수태 (2002~2004, 현 퇴사)
- 박은희
- 조인철 (2009~2011, 전 KBS 포항아나운서/현 퇴사)
- 유정아
- 조승연
- 한지은
- 금영지
- 정혜림
- 황인성
- 정혜진
- 조학승(현 KTV 아나운서)
- 최남숙
- 정다운
- 박철규 (2018.2~2020.4, 전 KNN 아나운서, 현 KBS 50기 아나운서)
- 이현정 (2015~2021)
- 윤지혜 (2021~2023)
- 이상철 (현 연합뉴스TV 아나운서)
- 박소영 (2022~2024)
- 김명근 (현 YTN 사이언스 아나운서)

## 기자
- 정일태 보도국장
- 김기현 취재부장
- 윤나경
- 주경애 보도국장
- 이재교
- 우동윤 취재부장
- 이하늬
- 김도훈
- 송영석(현 KBS 서울본국)